# エイベックス・マネジメント
エイベックス・マネジメント株式会社（英: Avex Management Inc.、略: AMG）は、日本の芸能事務所。エイベックス・エンタテインメント株式会社の完全子会社。
アーティスト、俳優、声優、モデル、アスリートなど、様々なジャンルのタレントが所属している。また、エイベックス・アーティストアカデミーやエイベックス・ダンスマスターなどのスクールも運営している。

## 沿革
2009年1月5日、エイベックス・グループ・ホールディングス（現・エイベックス）傘下のエイベックス・エンタテインメントからマネジメント事業、およびプロモーション部の一部事業を分割する形で設立された。
2013年10月1日、一部事業が会社分割によって新設された「エイベックス・ヴァンガード（AVI）」、「エイベックス・ヴァイヴ・プロダクション（AVP）」、「エイベックス・スポーツ（ASI）」の3社に承継された。
2017年4月1日、エイベックス・ヴァンガード、エイベックス・スポーツおよび「エイベックス・プランニング&デベロップメント（APD）」の3社を合併し当社に再編入された。
2023年8月1日、一部事業が会社分割によって、エイベックス・エンタテインメント、および新設された「エイベックス・クラン（ACL）」と「エイベックス・マネジメント・エージェンシー（AMA）」の3社に承継された。

## 関連会社・現在の所属タレント
2023年8月の組織再編での分割によって新設されたエイベックス・クランやエイベックス・マネジメント・エージェンシー、また、エイベックス本社とAMGの公式サイトに記載されている関連マネジメント会社の所属者を含む。

### エイベックス・マネジメント
音楽アーティスト（音楽家・芸術家）のマネジメント（経営管理）業務を担当している。前身はエイベックス・エンタテインメント（AEI）のマネジメント部。代表取締役社長は、AEIの元女性スタッフの太田めぐみである。
分割後の一部（特にアーティスト以外）の所属者は、現在AMG、ACL、またはAMAどこに所属しているか不明である。「*」記号は所属を確認した。

#### アーティスト
- alan
- 安斉かれん[4]*
- 石橋陽彩
- Every Little Thing
- 大沢伸一
- 大塚愛[5]*
- 大阪☆春夏秋冬
- 木山裕策
- キング・クリームソーダ
- KEIKO
- Chemical Volume
- kolme（旧callme）
- 倖田來未[5]*
- 小室哲哉
- 伍代夏子
- 斉藤誠
- SEAMO
- SUPER☆GiRLS[6]*
- 杉良太郎
- SOLIDEMO
- 高木里代子
- 武子直輝
- TRF[5]*
- Def Will
- 東京女子流
- 東京プリン
- 戸渡陽太
- Do As Infinity
- 中﨑絵梨奈
- 菜々香
- 信近エリ
- 浜崎あゆみ[5]*
- BACK-ON
- 馬場なつみ
- hitomi[5]*
- VO2MAX
- 美麗-Bi-ray-
- Beverly
- FEMM
- まこみな
- mihimaru GT
- 宮脇詩音
- Miyuu[4]*
- Miracle Vell Magic
- motsu
- MONKEY MAJIK
- Yup'in
- Yamato
- わーすた

##### 第1音楽マネジメント本部
- AAA[5]（※メンバーの宇野実彩子は、当部門およびAAAにおいて実質唯一の所属者）

#### 俳優・タレント
男性
- イケ家!
- 伊藤洋介（元東京プリン）
- 小沢仁志（提携元：BIG MOUNTAIN）
- 狩野健斗
- 木田佳介
- 武子直輝
- たくぽん
- トニー・ジャン
- 中村獅童
- 増子敦貴

女性
- あかり
- 飛鳥凛
- 井元まほ
- 王子咲希
- 大幡しえり
- 沢尻エリカ（専属元：日本の個人事務所[7]）
- 渋谷亜希
- しゅはまはるみ
- 住谷杏奈
- 武井玲奈
- 塗木莉緒
- 南ななこ（元GEM）
- 森岡悠（元GEM）
- 弥生
- 莉音

#### モデル
男性
- 遠藤史也
- 鈴川博紀
- Taiki&Noah

女性
- 秋山レイ
- 大石参月
- Kirari
- 國保美貴
- 杉本美穂
- Niki
- 西川瑞希
- 平野沙羅（元GEM）

#### アスリート
男性
- 安室丈（サーファー）
- 新井貴浩（プロ野球）
- 池田信太郎（バドミントン）
- 伊藤壇（プロサッカー）
- 金本知憲（プロ野球）
- 合谷和弘（ラグビー）
- 斉藤祐也（ラグビー）
- 清水宏保（スピードスケート）
- 高田柊（ヨーヨーパフォーマー）
- 谷原秀人（プロゴルフ）
- ダルビッシュ有（プロ野球）
- 豊田陽平（プロサッカー）
- 中村悠平（プロ野球）
- 原大智（モーグル）
- パコム・アッシ（格闘家）
- 藤川球児（プロ野球）
- 本田圭佑（プロサッカー）
- 山﨑康晃（プロ野球）

女性
- aya（ヨガクリエイター）
- 江辺香織（ビリヤード）
- 紀平梨花（フィギュアスケート）
- 武井藍（ボディーメイクトレーナー）
- 福田朋夏（フリーダイビング）
- 藤森由香（スノーボード）
- 吉田えり（プロ野球）

#### クリエイター
- ササキオサム
- CMJK
- 蜷川実花（小山登美夫ギャラリー）
- 藤春幸治（料理人）
- Honoka Moriyama
- 山口慎太郎
- 湯汲哲也
- カルマ

### エイベックス・クラン
略: ACL。前身はAMGの第1音楽マネジメント本部。音楽事務所としては、音楽アーティストのほかにも、モデルやタレントなどのマネジメント業務を担当している。代表取締役社長は、稲村英将である。

#### アーティスト（ACL）
- I Don't Like Mondays.[8]
- 浦田直也（元AAA）
- lol-エルオーエル-[5]
- 大森靖子[9]
- 黒瀬ひな[10]（元FAKY）
- GENIC[5][11]
- 末吉秀太（AAA）
- Taki[12]（元FAKY）
- Da-iCE[5]
- 手島章斗[13]

#### モデル・タレント（ACL）
- 加治ひとみ[14]
- 野崎萌香[15]

### エイベックス・マネジメント・エージェンシー
略: AMA。前身はAMGの芸能マネジメント・営業本部である。芸能事務所（芸能プロダクション）として、タレントや俳優などのマネジメントとエージェント業務を手掛けている。代表取締役社長は、AMGの元ゼネラルマネージャーの白取輝知である。

#### 女性タレント・俳優（AMA）
- 青野紗穂[16]
- 浅川梨奈[17]（元SUPER☆GiRLS）
- 飯豊まりえ[5]
- 伊藤千晃[18]（元AAA）
- 江野沢愛美[19]
- 大原優乃[17]（元Dream5）
- 大空ゆうひ[20]（元宝塚歌劇団宙組トップスター）
- 川栄李奈[5]（元AKB48）
- 倉田瑠夏（Booing!!!、元アイドリング!!!）
- 上坂樹里[17][5]
- 小室安未
- 後藤真希[5][21]（元モーニング娘。）
- 鈴木亜美[5][21]
- 関根優那（元Cheeky Parade）
- 涼海花音[17]（別名義：花音）
- 橘ゆりか（Booing!!!、元アイドリング!!!）
- 田辺莉咲子（フィットネストレーナー、パルクールアーティスト）
- 平美乃理[17]
- 髙石あかり[17][5]
- 高柳明音[22]（元SKE48）
- 生見愛瑠[17][5]（別名義：めるる）
- 日比美思（元Dream5）
- 細谷美月
- 福山絢水[17]
- 古田愛理[17]
- はんなみいな
- 丸高愛実[23]
- 松尾そのま[5]
- 山谷花純

#### 男性タレント・俳優（AMA）
- 荒井啓志
- 大倉颯太[24]
- 桑畑亨成[22]
- 古坂大魔王[5]（別名義：ピコ太郎）
- 久保田秀敏
- 佐藤三兄弟[22]
- 砂川脩弥[22]
- 高野洸[5][21]（元Dream5）
- 田村優[25]（ラグビー）
- 坪根悠仁[26]
- 中山優貴[22]
- 西田一咲
- 長江崚行
- 根附海龍[27]
- 濱正悟[5]
- 浜野謙太（業務提携）[28]
- 比江島慎[29]
- 眞嶋秀斗
- 宗像隼司
- 松村優[22]
- 三浦大輔[4]（プロ野球）

### エイベックス・AY・ファクトリー
劇団4ドル50セントのマネジメントと育成、また、イベント企画と運営事業を担当している。

### エイベックス・アスナロ・カンパニー
タレントのマネジメントと育成、また、イベント企画と運営事業、ファンクラブの運営を担当している。
- 兒玉遥（元HKT48）
- 岡田奈々（元AKB48）
- 菅原りこ（元NGT48）
- 村山彩希（元AKB48）

### エイベックス・スタイルス
略: AST。音楽アーティストのプロダクション事業、また、韓国の芸能事務所のエージェント業務を担当している。
- BoA
- 東方神起
- SUPER JUNIOR
- EXO
- Red Velvet
- NCT
  - NCT 127
  - NCT DREAM
  - WayV
  - NCT WISH

### LIVESTAR
ライブ配信者のマネジメントとプロモーションを担当している。
- 一花
- 間瀬翔太
- Barico

### Blue Bird's Nest
音楽クリエイターセクション。
- Mio Aoyama（青山弥央）
- 秋田兼幸
- 五十嵐充
- 石田匠
- 岩田秀聡
- 大西克巳
- KASUMI,SOU by COZMIC CODE
- Kenn Kato
- 金田石城（書道家）
- 菊池一仁
- 葛谷葉子
- 桑谷実沙
- kenko-p
- 五戸力
- 小松レナ
- ats-（佐藤あつし）
- 清水武仁
- SUEMITSU & THE SUEMITH（末光篤）
- 鈴木大輔
- 多胡邦夫
- 中野雄太
- 夏海（Natsumi）
- Hi-yunk (BACK-ON)
- H.U.B.（ハブ）
- BOUNCEBACK
- HIKARI
- 日比野裕史
- 星野靖彦
- 松井五郎
- 丸山真由子
- 森月キャス
- 森元康介
- 吉田将樹
- leonn
- 渡辺徹

## 過去の所属タレント
- 相葉弘樹（2011年にトップコートへ移籍）
- 與真司郎（AAA、2023年退所）
- 天野浩成（LDHに移籍）
- 石田佳蓮（ボックスコーポレーションに移籍、アイドリング!!!に加入）
- 伊藤沙莉（アルファエージェンシーに移籍）
- 伊藤ゆみ
- 太田奈緒（元AKB48、ジャパン・ミュージックエンターテインメントへ移籍）
- 太田里織菜（元愛乙女★DOLL、元NMB48 Team M）
- 大矢梨華子（レプロエンタテインメントに移籍。ベイビーレイズに加入）
- 押尾学（研音から独立、フリーでの活動を経て移籍後、2009年8月3日に「契約違反行為」を理由に契約解除）
- 金澤美穂（トライストーン・エンタテイメントに移籍）
- 木﨑ゆりあ（元AKB48 Team Bキャプテン、元SKE48 Team S。ピタゴラスプロモーション、AKSを経て、トライストーン・エンタテイメントに移籍）
- 木津レイナ
- 光上せあら（元SDN48、2012年にTwin Planetへ移籍）
- 後藤友香里（元AAA、その後青二プロダクションへ移籍）
- 小雪
- 近野成美（ABP inc.へ移籍）
- 紗栄子
- 早乙女友貴
- 坂田琴音（オーディション番組『PRODUCE 101 JAPAN THE GIRLS』出演を経てトラペジストへ移籍）
- 重本ことり（元Dream5）
- 趣里（舞プロモーションを経てトップコートへ移籍）
- 杉浦美帆
- 高島礼子（2011年に太田プロダクションから業務提携により移籍、2013年7月に契約満了に伴い太田プロダクションに再移籍）
- 玉川桃奈（2016年にDream5から卒業・引退）
- 西島隆弘（AAA、2022年退所。）
- 日高光啓（AAA、2023年退所。株式会社BMSGを設立し、SKY-HI名義のマネジメントはBMSGに移管。本名の日高光啓名義はエイベックス管理。）
- 古川愛李（元SKE48 Team KIIリーダー。ピタゴラスプロモーション、AKSを経て、Mousaに移籍）
- 松田樹利亜
- 松本寛也
- 三宅尚子（旧名：Nao）
- 村田寛奈（レプロエンタテインメントに移籍。9nineに加入）
- 本山香苗（2010年に芸能界引退）
- 杜野まこ（2013年にサンミュージックプロダクションへ移籍）
- 山口五和
- 米村美咲
- 矢島美容室（2012年に活動休止）
- girl next door（2013年に解散）
- たかはし智秋
- misono（2018年に脱退）
- Dream5（2016年に活動終了）
- AZU
- イトヲカシ
- 今井洋介
- 逗子三兄弟
- TRIPLANE
- BRIDGET
- BOOM BOOM SATELLITES
- LOVE
- VIVIVID
- 搗宮姫奈
- 沼田さくら
- 市川夏帆
- 岡田帆乃佳（現・劇団4ドル50セントリーダー）
- 福島雪菜（元劇団4ドル50セント劇団員）
- 緒方もも
- 石神澪
- 茉子ハリス
- 夕加里
- 五戸美樹
- 遠藤要
- α‐X's
- 仮面ライダーGIRLS
- GOODWARP
- The cold tommy
- GEM（2018年に解散）
- 杉恵ゆりか
- Cheeky Parade（2018年に解散）
- FUTURE BOYZ
- 渡邊ヒロアキ
- 大久保桜子（2018年にWonderwave（ビクターミュージックアーツ系）へ移籍）
- 加藤里保菜（元iDOL Street。2018年にギャラクシープロモーションへ移籍）
- 西村笑花
- 小脇美里
- 西田有沙
- 吉田怜菜（現・吉田れいな）
- 内村莉彩（2019年にSUPER☆GiRLSから卒業・引退）
- 溝手るか（元SUPER☆GiRLS）
- 井澤勇貴
- 太田光る
- 紘毅
- 東京プリン（2014年に活動終了）
- 真喜志一星
- マッシュー
- 山崎竜太郎
- 日下部美愛（アイ・エヌ・ジーに移籍）
- 佐久間乃愛
- 中島愛蘭
- 脇坂春菜
- 栄和人
- ENVIE（アンビー）
- 北野正人
- 斉藤英夫
- 鈴木まなか
- Chubbiness（2019年に解散）
- 渡辺亜紗美（元Cheeky Parade。2019年に芸能界引退）
- 和楽器バンド（2019年にイグナイトマネージメントへ移籍）
- 渡邉ひかる（元SUPER☆GiRLS。2020年にWaVEへ移籍）
- ONE CHANCE（2020年に解散）
- moumoon（2020年に契約終了）
- 小栗かこ（元GEM、元ONE CHANCE）
- 熊代珠琳（元GEM、元ONE CHANCE）
- 林志玲
- ゆしん（オネエタレント）
- 藤本かえで（旧名・稼農楓、元SUPER☆GiRLS）
- 鈴木真梨耶（元Cheeky Parade）
- 鈴木友梨耶（元Cheeky Parade）
- 荒井レイラ（元SUPER☆GiRLS。2021年にウォークゼロに移籍）
- 西田ひらり（元GEM、元ONE CHANCE）
- 前島亜美（元SUPER☆GiRLS。休業期間を経て2023年にボイスキットに移籍）
- 金澤有希（元GEM、元SUPER☆GiRLS）
- 長尾しおり（元SUPER☆GiRLS）
- 樋口なづな（元SUPER☆GiRLS）
- 宮崎理奈（元SUPER☆GiRLS）
- 出口亜梨沙
- 菅井純愛
- FAKY（エイベックス・クランへ移籍、2024年に解散）